# Takuma Nishimura (football)
Pour les articles homonymes, voir Takuma.
Takuma Nishimura (西村 拓真, Nishimura Takuma) est un footballeur japonais né le 22 octobre 1996 à Nagoya. Il évolue au poste d'attaquant au FC Machida Zelvia.

## Biographie
Après avoir fait ses premières armes au Vegalta Sendai, Nishumura part en Russie au CSKA Moscou ou il signe un contrat de 4 ans en 2018. Il marque son 1ᵉʳ but sous ces couleurs le 9 mars 2019 lors d'une victoire 3-0 face au FK Rubin Kazan.
En janvier 2020, il est prêté avec option d'achat au club portugais de Portimonense le 10 janvier 2020.
Après seulement 2 matches joués dans le club de Portimão, il est prêté en janvier 2020 et jusqu'à la saison 2020-2021 au Vegalta Sendai, ou il a déjà évolué de 2015 à 2018. Le 11 février 2021, Sendai annonce lever l'option du joueur. Durant la saison 2021, il inscrit 9 buts en 52 matches. Après cette saison réussie, Nishimura change de nouveau de club et s'engage au Yokohama F. Marinos ou il remporte le titre de Champion du Japon. À la pointe de l'attaque des Marinos, il marque 10 buts en 52 matches. Le 10 février 2023, il marque le but victorieux de son équipe face au Ventforet Kofu (2-1) lui permettant ainsi de remporter la Supercoupe du Japon de football 2023.

## Statistiques
| Saison                | Club                  | Championnat           | Championnat | Championnat | Coupe(s) nationale(s) | Coupe(s) nationale(s) | Compétition(s) continentale(s) | Compétition(s) continentale(s) | Compétition(s) continentale(s) | Total | Total |
| Saison                | Club                  | Division              | M.          | B.          | M.                    | B.                    | Comp.                          | M.                             | B.                             | M.    | B.    |
| 2015                  | Vegalta Sendai        | D1                    | -           | -           | 1                     | 0                     | -                              | -                              | -                              | 1     | 0     |
| 2016                  | Vegalta Sendai        | D1                    | 12          | 1           | 3                     | 0                     | -                              | -                              | -                              | 15    | 1     |
| 2017                  | Vegalta Sendai        | D1                    | 28          | 2           | 11                    | 2                     | -                              | -                              | -                              | 39    | 4     |
| 2018                  | Vegalta Sendai        | D1                    | 24          | 11          | 8                     | 5                     | -                              | -                              | -                              | 32    | 16    |
| Sous-total            | Sous-total            | Sous-total            | 64          | 14          | 23                    | 7                     | -                              | -                              | -                              | 87    | 21    |
| 2018-2019             | CSKA Moscou           | D1                    | 12          | 2           | 1                     | 0                     | C1                             | 2                              | 0                              | 15    | 2     |
| 2019-2020             | CSKA Moscou           | D1                    | 5           | 0           | 2                     | 2                     | C3                             | 1                              | 0                              | 8     | 2     |
| 2020                  | Vegalta Sendai (prêt) | D1                    | 20          | 3           | 1                     | 0                     | -                              | -                              | -                              | 21    | 3     |
| Sous-total            | Sous-total            | Sous-total            | 37          | 5           | 4                     | 2                     | -                              | 3                              | 0                              | 44    | 7     |
| Total sur la carrière | Total sur la carrière | Total sur la carrière | 101         | 19          | 27                    | 9                     | -                              | 3                              | 0                              | 131   | 28    |